# 烏爾內施河
47°24′02″N 9°19′30″E / 47.40049°N 9.32501°E

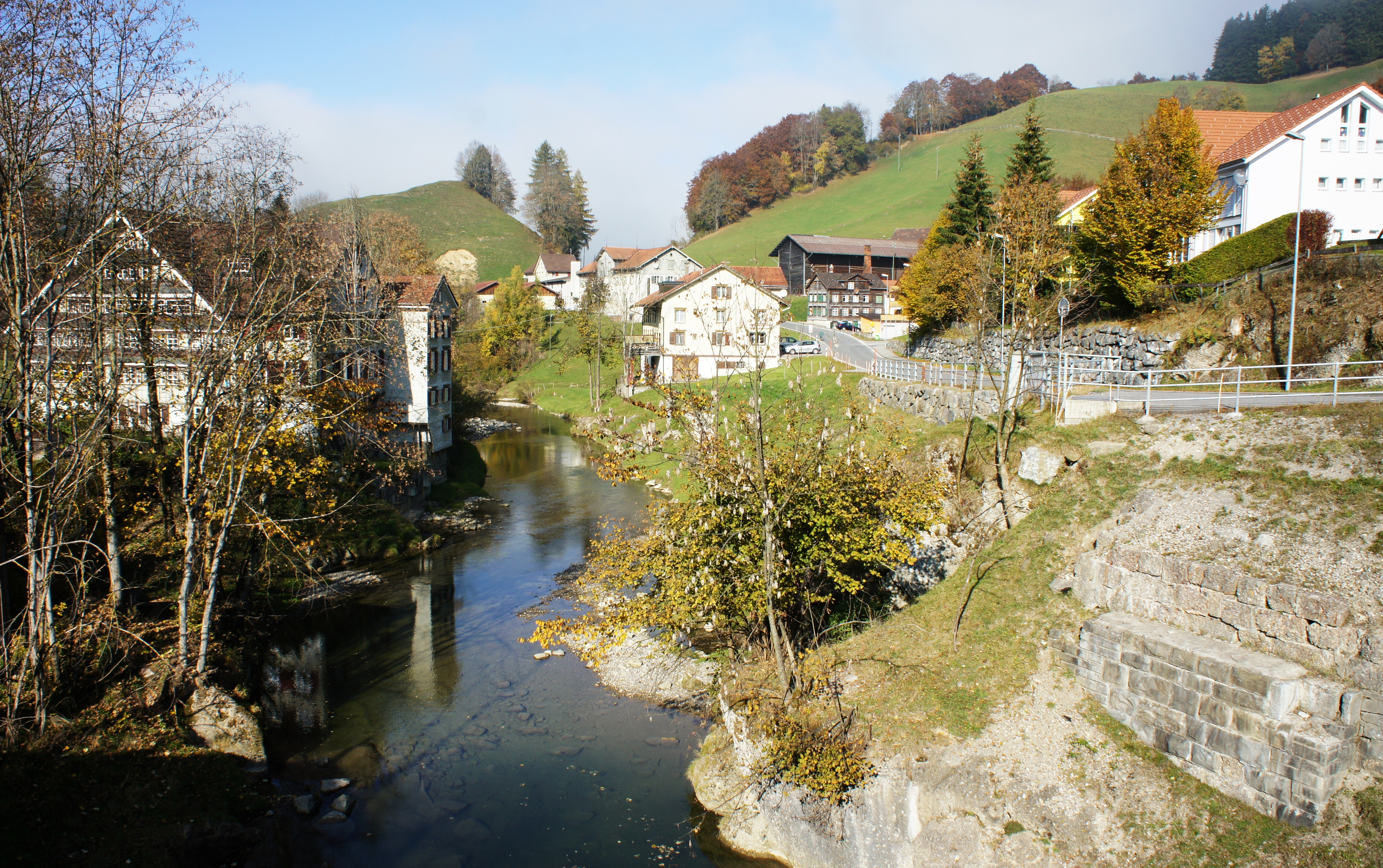

烏爾內施河是瑞士的河流，位於該國東北部，流經外羅得阿彭策爾州，屬於錫特河的左支流，河道全長24公里，流域面積94平方公里里河口處在聖加侖附近。